# Beşiktaş JK
Pour les articles homonymes, voir BJK.
Le Beşiktaş Jimnastik Kulübü est un club omnisports turc basé à Istanbul. Le club porte le nom d'un des quartiers de la ville. Il est grâce à son ancienneté et sa réputation l'un des plus grands clubs de Turquie.

## Historique
L'historique de la fondation du club
En 1902, un groupe de 22 jeunes faisaient des mouvements de gymnastique dans le jardin de la maison d'Osman Pacha qui se trouve dans le quartier Serencebey à Beşiktaş. Les premiers sports que pratiquaient ces jeunes (parmi lesquels les fils d'Osman Pacha Mehmet Samil et Huseyin Bereket, les jeunes du quartier Ahmet Fetgeri, Mehmet Ali Fetgeri, Nazımnazif, Cemil Feti ve Sevket Beyler) étaient les haltères, la gymnastique, la barre fixe, la lutte.
Pendant ces années, sous la direction d'Abdülhamid II, les regroupements politiques étaient interdits, et ces jeunes ont été arrêtés par les gardes du force. Certains de ces jeunes étaient des fils de personnes importantes dans l’aristocratie turque, et après avoir convaincu qu’il ne pratiquaient que de la gymnastique et non du football, ils furent libérés.
À la suite de cette arrestation, Abdülhamid II a souvent suivi les entraînements de ces jeunes. Le fameux boxeur et lutteur Kenan Bey a aussi donné des cours de lutte et de boxe.
Avec une permission privée, le club de Beşiktaş a été fondé en 1903 au mois de mars. En 1908, les associations sportives ont gagné beaucoup plus de liberté.
Le 31 mars 1909, le nom du club Bereket Jimnastik Kulübü est devenu Beşiktaş Osmanlı Jimnastik Kulübü. Avec la lutte, la boxe, la gymnastique, l’escrime et l’athlétisme ce club est devenu le plus grand club de Turquie.
Le 13 janvier 1910, le club Beşiktaş Osmanlı Jimnastik Kulübü est devenu le premier club qui a été certifié par le maire Muhittin Bey. À la suite de ces événements, le club a gagné beaucoup de prestige et en quelque temps le club avait déjà plus de 150 membres.
Les couleurs du club
Le bruit a longtemps couru que les premières couleurs de Beşiktaş étaient le rouge et blanc, couleurs qui auraient été changées après les morts de la Guerre balkanique. Mais pendant la réalisation du documentaire pour le centième anniversaire du club et après de longues recherches, les archives montrèrent que les couleurs de Beşiktaş avaient toujours été le noir et le blanc.
Les premières années, le club n'a pas eu besoin d'avoir un uniforme avec les couleurs du club. Après l'augmentation du nombre de membres, Mehmet Şamil Bey qui étudiait dans une école française rassembla le comité pour dire que le club avait besoin d'avoir un uniforme et d’un emblème comme celui de son école et puis il dit : « nous aussi nous devons faire un écusson comme celui-ci et nous devons le faire porter obligatoirement à tous les membres de notre club ».
Tous ceux qui étaient présents à cette discussion ont tout de suite accepté cette demande. Le comité a décidé aussi de la couleur du club puis de la forme de l'emblème. Et finalement ils ont choisi deux couleurs opposées : le Noir et le Blanc… 

### L'Aigle Noir
Champion les deux années précédentes, Beşiktaş commença la saison 1940-1941 avec une nouvelle équipe, plus jeune. Le dimanche 19 janvier 1941, 5 semaines avant la fin du championnat, Beşiktaş avait un match contre Süleymaniye. Dans le stade de Şeref avec l’arbitre du match, Semih Duransoylu, Beşiktaş sortit sur le terrain avec Faruk, Yavuz, İbrahim, Rıfat, Halil, Hüseyin, Şakir, Hakkı, Şükrü, Şeref, Eşre. Ce fut une belle victoire de Beşiktaş comme il y en eut beaucoup cette saison-là. Pendant la deuxième mi-temps, les joueurs du Beşiktaş ne cessèrent d'attaquer. Derrière le panneau avec la photo de Mustafa Kemal Atatürk quelqu’un commença à crier : « Allez les Aigles Noirs, continuez à attaquer les Aigles Noirs ». Et tous les supporters du stade commencèrent à crier la même chose, devant les journalistes suivant le match, surpris par ce phénomène. Depuis, le surnom de l’équipe de Beşiktaş est devenu « Aigle Noir » (en Turc : Kara Kartal).
La personne qui a crié pour la première fois le surnom était Mehmet Galin.
Le score final fut 6 à 0 avec 3 buts de Şeref Görkey, un du capitaine Hakkı Yeten, un de Şakir et un de Şükrü.
Après ce match, le symbole de Beşiktaş devint « les Aigles Noirs ».

### Emblème
La première rayure blanche signifie le « 1 », les trois rayures noires le « 3 » et la deuxième rayure blanche signifie le « 1 ».
L'emblème se forme de 9 parties. Ces 4 numéros (1, 3, 1 et 9) signifient 1319. 1319 correspond à l’année 1903 dans le calendrier julien.
Le drapeau turc qui se trouve sur l'emblème est un cadeau de la Fédération de Football Turc. Ce cadeau a été donné à la suite d'un match disputé contre l’équipe nationale de Grèce.

### Les succès et les «premières»
- 19 championnats d'Istanbul gagnés.
- Seul club à avoir gagné cinq fois de suite le championnat d'Istanbul (1939-1943).
- Club ayant marqué le plus de buts dans les ligues d’Istanbul (90 buts en une saison, et 599 buts marqués en 8 ans).
- Club ayant détenu le record de la plus grosse défaite en Ligue des Champions (8-0 contre Liverpool FC à Anfield Road le 6 novembre 2007).
- Seul club ayant gagné 18 matchs sur 18. (1940-1941).
- Le drapeau Turc sur l’emblème de Beşiktaş a été donné pour avoir représenté l’équipe nationale turque contre l’équipe nationale grecque le 16 mai 1952.
- Équipe ayant remporté le plus grand nombre de la coupe « Flair Play » (19 fois).
- Club champion des Balkans en escrime.
- Club ayant répandu la lutte gréco-romaine dans les clubs, puis au niveau national.
- Club ayant le titre de champion en athlétisme, escrime, boxe, basket-ball, lutte et football.
- Club ayant donné le sport en tant que cours dans ces écoles.
- Club ayant ouvert les écoles de sport dans plusieurs branches.
- Invaincu pendant 56 matches dont 48 matches officiels et 8 matches amicaux. Après avoir perdu contre Gençlerbirliği 2-0 en 1990-1991 (26e semaine), Beşiktaş a été imbattable jusqu'à la 48e semaine de la saison 1992-1993 en perdant contre Galatasaray 3-1.
- Club ayant gagné consécutivement 18 matchs.
- Club ayant perdu seulement 1 seul match en 2 saisons.
- Seul club ayant marqué 10 buts dans un match officiel turc (Beşiktaş - Adana Demirspor : 10-0, Ali Gültekin (4 buts), Metin Tekin (3 buts) ve Feyyaz Uçar (3 buts)).
- Seul club n’ayant pas perdu contre les équipes de l’Anatolie pendant 10 ans.
- Seul club ayant le ISO 9001 : 2000 en Turquie.
- Beşiktaş est l’une des 13 équipes dans les ligues européennes à avoir remporté le championnat durant son centième anniversaire.
- Seul club ayant gagné tous les matches contre ses rivaux sans avoir encaissé de but (saison 2002-2003).
- Premier club à avoir gagné pour la première fois la super coupe de Turquie en 2006.
- Premier club turc fondé (1903).
- Premier club ayant ouvert un complexe sportif et un local (Akaretler en 1909).
- Premier champion officiel de la ligue d’Istanbul (1924).
- Premier club turc champion d’escrime.
- Premier club turc champion d’athlétisme.
- Premier club turc champion au volley-ball.
- Premier club turc champion a la lutte.
- Premier club turc ayant gagné la coupe du conseil la présidence.
- Premier club turc ayant gagné la coupe de la fédération.
- Premier champion dans la ligue de Turquie entre 20 équipes.
- Premier club ayant envoyé une femme aux Jeux olympiques en 1936 à Berlin.
- Premier club ayant fait une démonstration sportive et gymnastique sur une scène a Kadıköy en 1910 dans le cinéma d’Apollon)
- Premier club turc ayant participé à la Coupe des clubs champions (1958-1959).
- Premier club turc ayant passé le premier tour d’élimination en Coupe des clubs champions (1958-1959).
- Premier club turc ayant pratiqué les sports sous-marins.
- Premier club turc s’étant déplacé sur un autre continent (États-Unis).
- Premier club ayant fondé la branche pour la boxe et avoir formé des entraîneurs.
- Premier club ayant participé au concours de décathlon.
- Premier club ayant dirigé une organisation internationale de lutte à Istanbul (1910-1911).
- Premier club ayant fondé un polygone de tir.
- Premier club ayant remporté la Coupe d’Atatürk.

## Sponsors
L'équipementier de l'équipe de football est Adidas,.
Vient ensuite la société de télécommunication Vodafone.
Les divers sponsors sont : Toyota, Hopital Acıbadem, Yurtiçi Kargo (groupe international de services logistiques et postaux), Digiturk (bouquet de télévision par satellite turc), Radyosport (radio sportive turque), Intercity (société de location de véhicules), Johnson Diversey (sponsor hygiénique), GNC Livewell (sponsor alimentaire), Power Plate (fitness), Sarar (magasins turcs de prêt-à-porter).

## Sections sportives

### Autres sections
Les branches actives :
Athlétisme, handisport, boxe, bridge, lutte, gymnastique, aviron, tennis de table, motocyclisme, échecs, eSport.
Cette dernière fondée en 2015 participera à un tournoi international du jeu League of Legends pour la première fois.
Les branches pratiquées :
Billard, équitation, bicyclette, escrime, tir à l'arc, haltères, hockey, judo, sports nautiques, alpinisme.

## Médias et communication

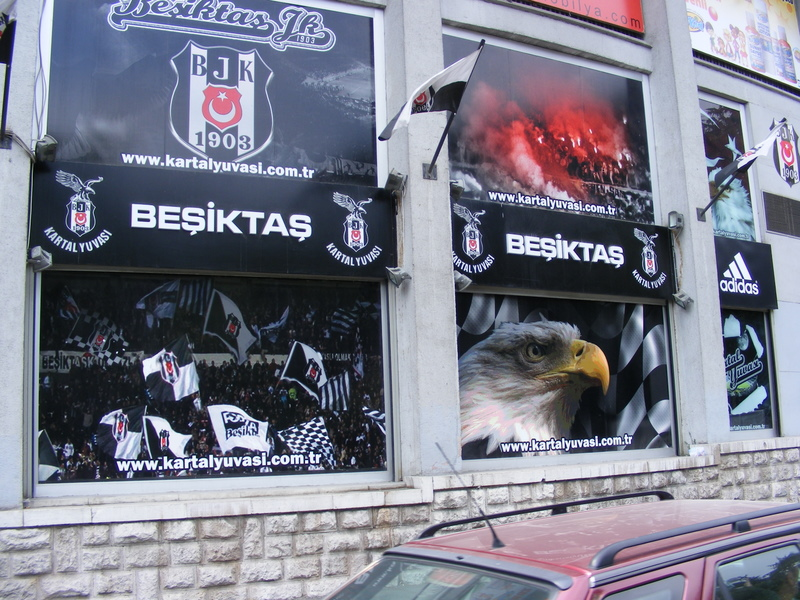
Magasin Kartal Yuvası du stade İnönü du BJK.

- Beşiktaş TV : télévision du club créée le 19 avril 2005. Fermée par le Conseil supérieur de l'audiovisuel turc le 1er octobre 2008.
- Magasin Kartal Yuvası : magasin du club. Vente de produits officiels du club.
- Magazine Beşiktaş : magazine mensuel du club. Prix de vente: 6 TL.
- Magazine Yavru Kartal : magazine mensuel du club pour les petits fans (moins de 6 ans) de Beşiktaş. Prix de vente: 3 TL.
- Kartalcell : opérateur officiel GSM du club sponsorisé par Avea.
- BJK Travel : Crée pour organiser les déplacements et les voyages des joueurs du club.
- Assurance BJK : Assurance officielle du club. Premier club en Turquie ayant son agence d'assurance.

## Infrastructures
- Stade İnönü du BJK. Stade BJK İnönü
- BJK Akatlar Arena

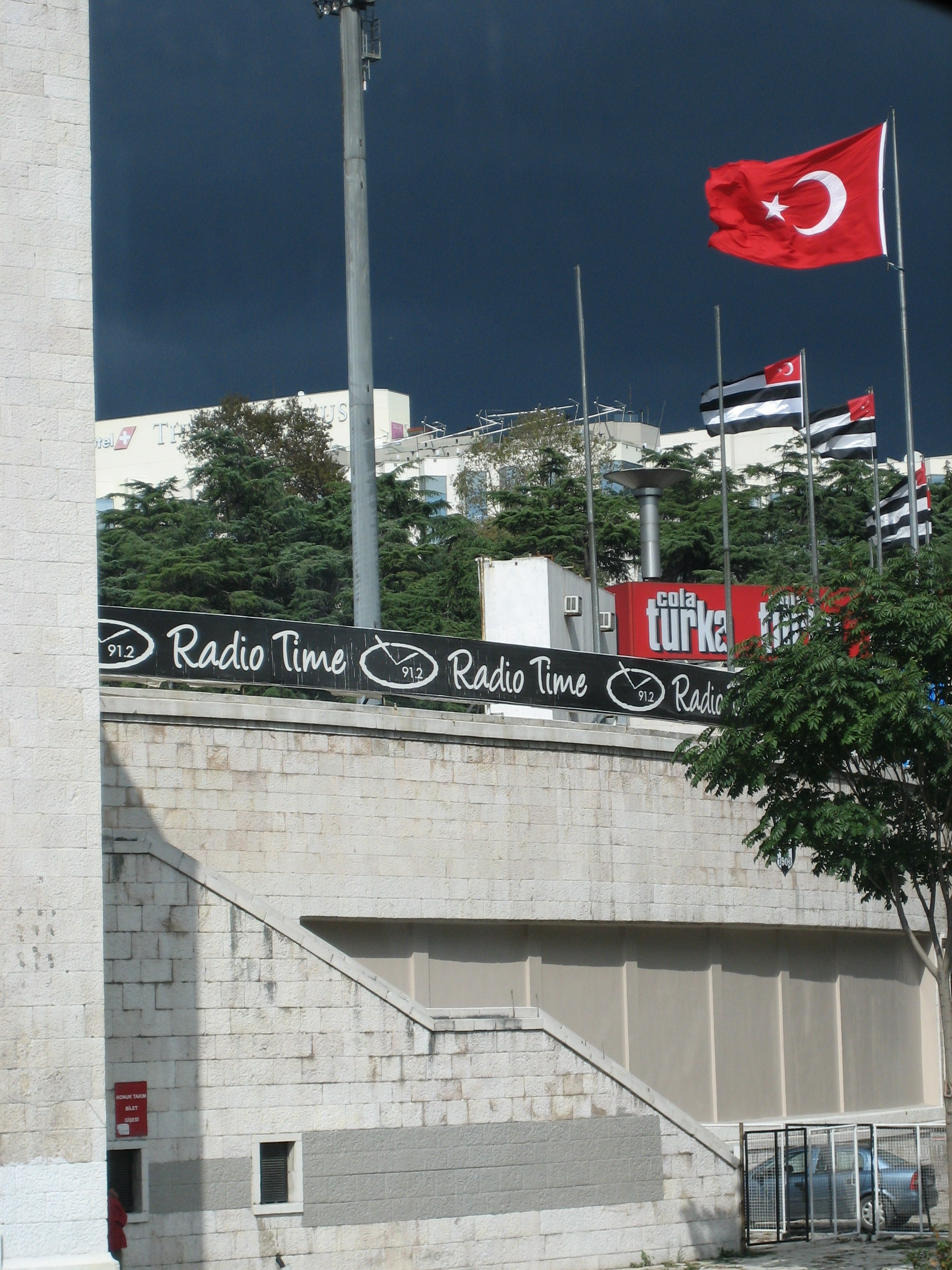
Stade İnönü du BJK.

- Complexe Sports et Culturel BJK Akatlar
- Locaux d'Ümraniye Nevzat Demir
- Salon de Sport Beşiktaş Süleyman Seba
- Locaux de Fulya
- Musée de Beşiktaş
- Complexe BJK Fulya Süleyman Seba
- Stade Ayazağa Yusuf Tunaoğlu
- Station d'essence BJK
- Bâtiments et place du club BJK
- Locaux sociaux de Çilekli
- Locaux de Pendik

## Le musée
Le musée Beşiktaş Jimnastik Kulübü (BKJ) du ministère de la Culture et du Tourisme de la république de Turquie est situé dans l’un des plus importants quartiers d’İstanbul dans le stade İnönü du BJK à Beşiktaş. Se situant en face du palais de Dolmabahçe, le musée a été ouvert le 11 novembre 2001 par le club et a été attaché le 28 juin 2007 au ministère de la Culture et du Tourisme. Finalement le musée devient « le premier musée sportif de la Turquie ».
Le musée est ouvert tous les jours de 10 heures à 17 heures sauf le dimanche et les jours de matchs. L’entrée au musée est gratuite. Crée sur 250 m2, le musée possède 420 documents et objets historiques. Le musée possède aussi 370 m2 pour conserver les autres objets des autres branches. Dans l’avenir, avec le renouvellement et l’élargissement du musée, tous les objets conservés seront exposés. La façade du musée regarde le Bosphore avec une entrée spéciale située sur seulement un étage. Il y a exactement trente vitres le long du corridor qui représentent toutes un moment important, une personne ou un document dans l’histoire du club. Pour l’ouverture du musée, Beşiktaş a dû dépenser plus de 35 000 €. Pendant la saison 2008-2009, plus de 7 200 personnes ont visité le musée.
- Les « premières » exposées dans le musée
  - certificat d’immatriculation de premier club de Turquie.
  - premier arbitre international turc Şeref Bey (1925).
  - la première coupe officielle du Championnat de la ligue d’İstanbul (1924).
  - première Coupe de Présidence du conseil (1944).
  - première coupe gagnée après un voyage dans un autre pays (1950).
  - première coupe du Championnat de la ligue professionnel (1951).
  - document daté du 5 mai 1952 autorisant seulement le club de Beşiktaş à représenter l’équipe de Turquie de football.
  - première coupe de la Fédération (1956).
  - premier club ayant gagné le championnat sans défaite (1991-1992).
  - première coupe d’Atatürk (1999-2000).
  - premier club ayant gagné le championnat à la centième année (2002-2003).
  - première supercoupe de Turquie (2005-2006).

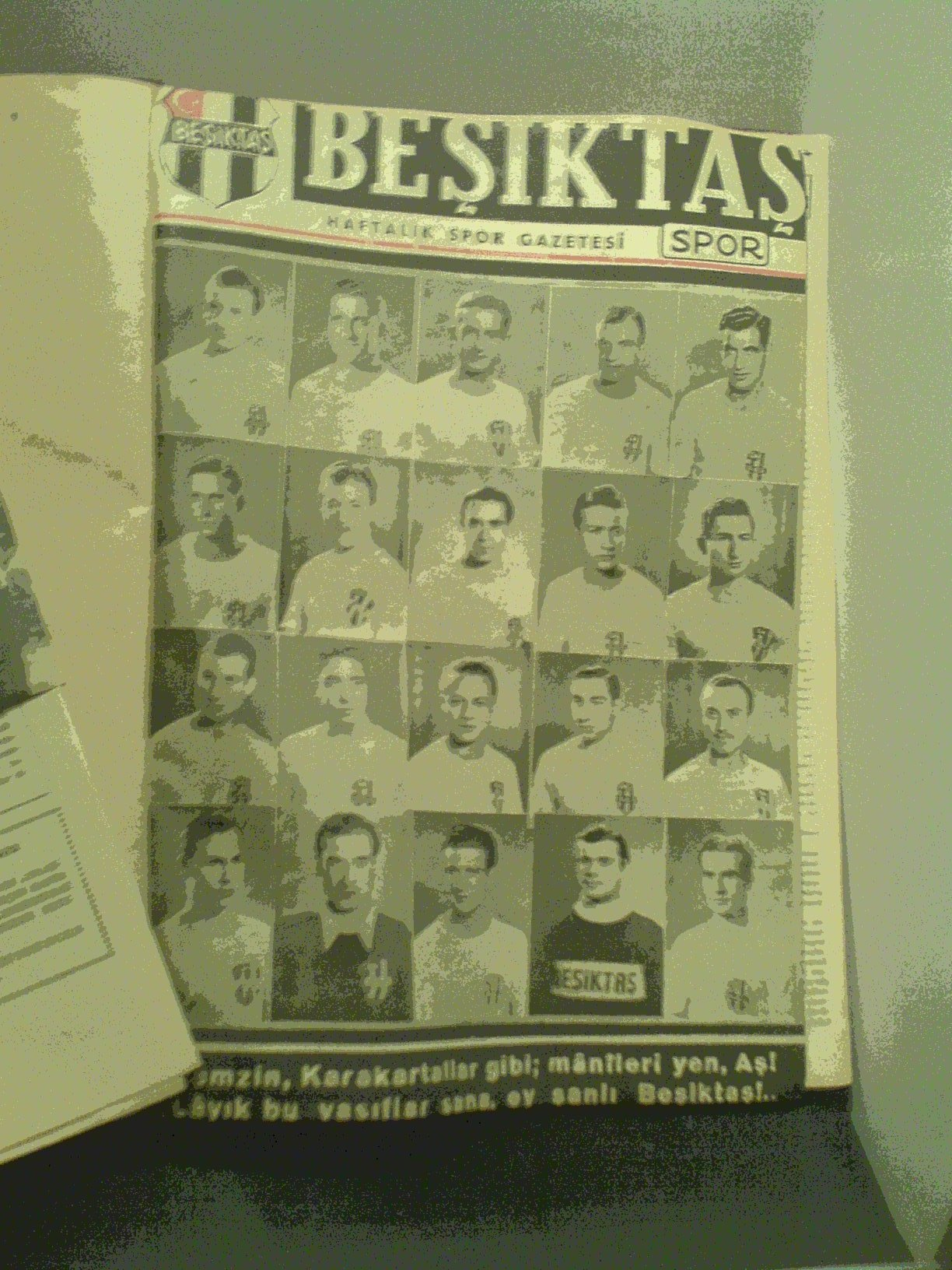
Ancien Magazine de Beşiktaş
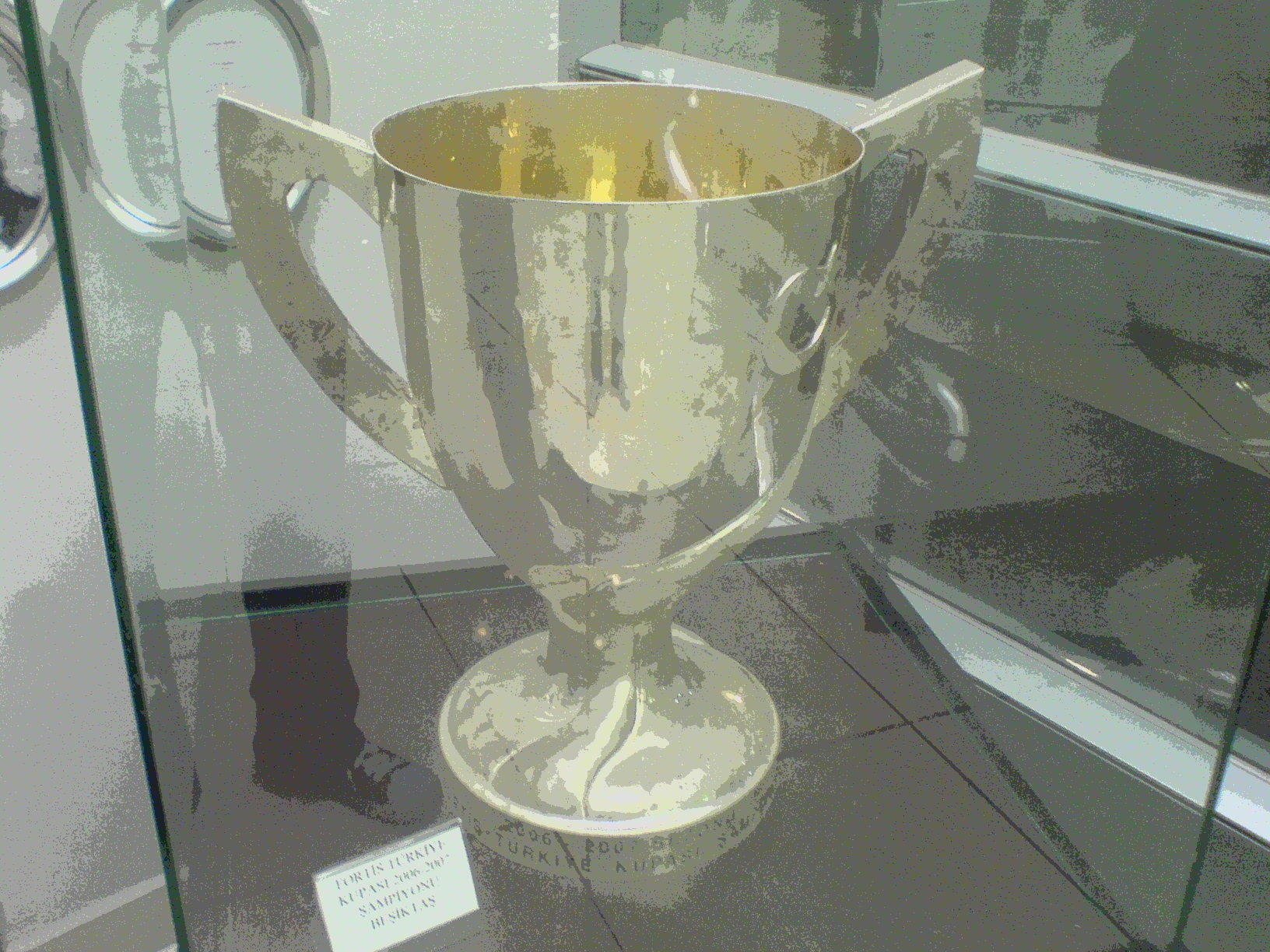
Coupe de Turquie
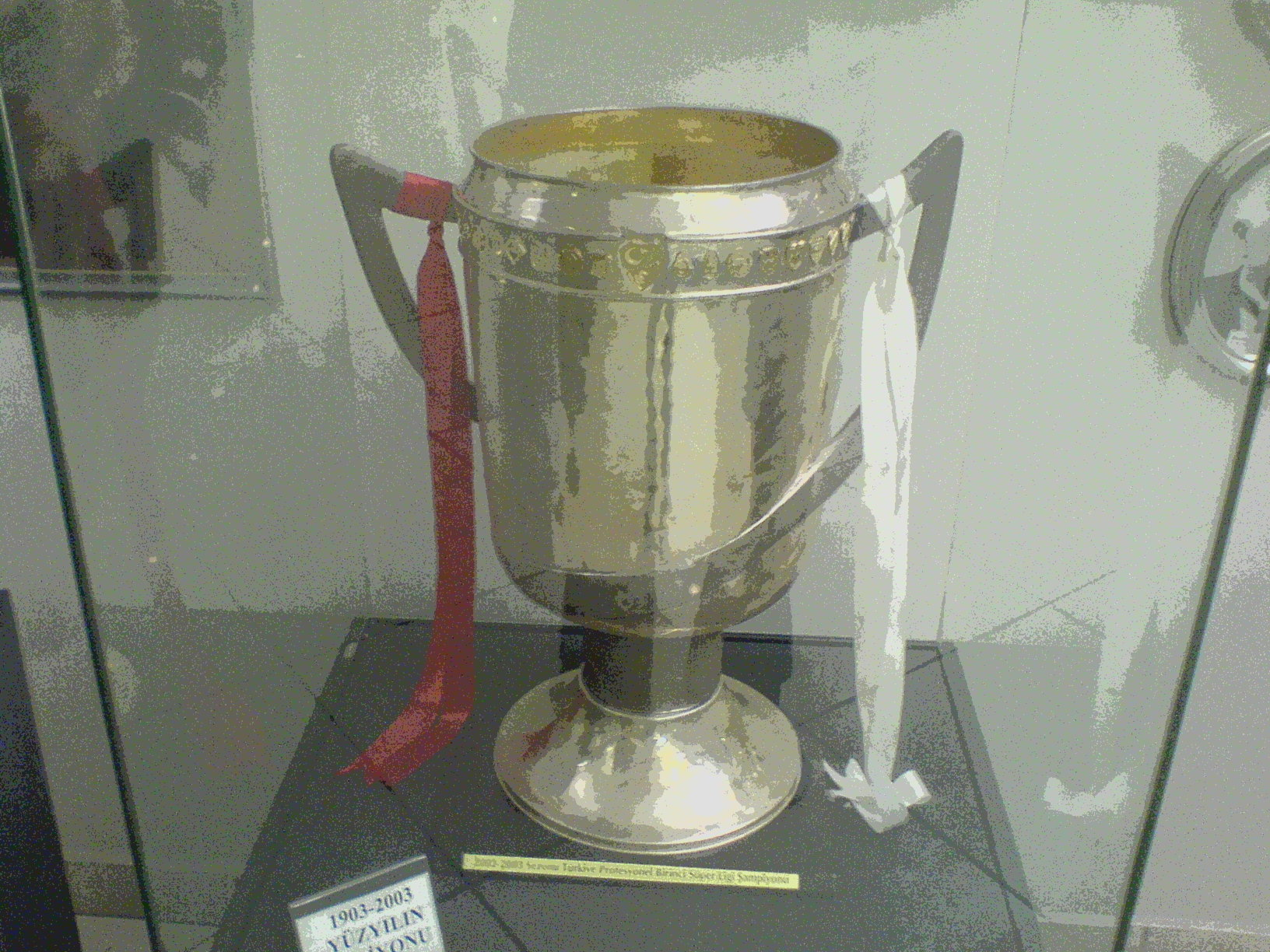
Coupe du Championnat

## Écoles de sport
Le responsable administratif de toutes les écoles est Nedim Sarsmaz, assisté par le coordinateur des écoles de football Ufuk Pak, le responsable administratif Yusuf Hayri Karaoğlu, le responsable des unités Serdar Uygun et l’assistant des écoles de football Gökhan Ataş. Ils gèrent toutes les unités des branches sportives.
L’infrastructure de Beşiktaş est très grande. Les écoles de football sont représentées dans plus de 15 quartiers d’Istanbul dont les principaux sont les quartiers de Fulya, Çilekli, Akatlar, Avcılar, Gaziosmanpaşa, Bağcılar, Bahçelievler, Küçükçekmece, Sarıyer, Neykoz, Kartal, Maltepe, Pendik, Ümraniye et Kadıköy. En dehors d’Istanbul, les écoles de Beşiktaş sont présentes aussi à Adana, Ankara, Aksaray, Çanakkale, Kayseri, Izmir (3), Konya (2), Kuşadası, Sakarya, Sivas, Antalya, Manisa, Diyarbakır, Mardin, Şanlıurfa, Gebze et Zonguldak (2). En dehors du pays on retrouve les écoles de football à Melbourne en Australie, à Berlin, Hambourg et Coblence en Allemagne, aux Pays-Bas, à Lefkoşa à la république turque de Chypre du Nord, au Nigeria dans l'État d'Oyo, à Londres en Angleterre et à Zurich en Suisse.
Les sections basket-ball, volley-ball, gymnastique rythmique-artistique et échecs sont principalement situées à İstanbul, Ankara et İzmir.

## Sources
- (tr) Cet article est partiellement ou en totalité issu de l’article de Wikipédia en turc intitulé « Beşiktaş JK » (voir la liste des auteurs).